# Brachygalaxias
Brachygalaxias es un género de peces osmeriformes de la familia Galaxiidae.
Son peces de agua dulce de comportamiento bentopelágico, de agua templada subtropical entre 15 °C y 22 °C, distribuidos por ríos de Chile en América del Sur.

## Especies
Se reconocen las siguientes especies:
- Brachygalaxias bullocki (Regan, 1908) - Puye.
- Brachygalaxias gothei Busse, 1983